# Klondike Gold Mine
Klondike Gold Mine in Funland Amusement Park (Hayling Island, Hampshire, Großbritannien) ist eine Stahlachterbahn vom Typ ZL42 des Herstellers Pinfari, die 1984 als Python Looping Coaster in Drayton Manor Park eröffnet wurde. Zwischen 1994 und 1995 wurde die Bahn umthematisiert und in Klondike Gold Mine umbenannt. 2004 wurde sie geschlossen und abgebaut um Platz zu schaffen für die neue Achterbahn G-Force. 2005 eröffnete sie im Funland Amusement Park neu. Hier wurde sie 6. September 2015 geschlossen, da sie an Funderland in Irland verkauft wurde, um dort als mobile Achterbahn zu fungieren. Seit 2022 fährt sie im Serena Aventura (Chile) als Tren Minero ihre Runden.

## Züge
Die Züge von Klondike Gold Mine besitzen jeweils drei Wagen. In jedem Wagen können vier Personen (zwei Reihen à zwei Personen) Platz nehmen.